# Dòng điện cảm ứng
Dòng điện cảm ứng là một hiện tượng cảm ứng điện từ, khi từ trường sinh ra dòng điện. Hiện tượng này được Michael Faraday khám phá qua thực nghiệm năm 1831.
Định nghĩa dòng điện cảm ứng là dòng điện xuất hiện khi từ thông qua mạch biến thiên

## Tính chất
Khi từ thông biến đổi theo thời gian ở một mạch kín thì trong mạch xuất hiện một dòng điện cảm ứng và chỉ tồn tại trong thời gian từ thông biến đổi. Cường độ dòng điện cảm ứng tỉ lệ thuận với tốc độ biến đổi của từ thông, chiều của dòng điện phụ thuộc vào sự tăng hay giảm của từ thông gửi qua mạch.
Vơi vòng tròn từ
{\displaystyle \phi =-B=-LI}
Vơi vòng tròn từ của N vòng quấn
{\displaystyle \phi =-NB=-NLI}

## Xác định chiều dòng điện cảm ứng
Đồng thời với Faraday, Lenz cũng nghiên cứu hiện tượng cảm ứng điện từ và đã tìm ra định luật tổng quát xác định chiều của dòng  điện cảm ứng, gọi là định luật Lenz. Dòng điện cảm ứng phải có chiều sao cho từ trường do nó sinh ra có tác dụng chống lại nguyên nhân sinh ra nó.
Điều này có nghĩa là khi từ thông qua mạch tăng lên, từ trường cảm ứng sinh ra có tác dụng chống lại sự tăng của từ thông: từ trường cảm ứng sẽ ngược chiều với từ trường ngoài. Nếu từ thông qua mạch giảm, từ trường cảm ứng (do dòng điện cảm ứng sinh ra nó) có tác dụng chống lại sự giảm của từ thông, lúc đó từ trường cảm ứng sẽ cùng chiều với từ trường ngoài.
Theo định luật Lenz, dòng điện  cảm ứng bao giờ cũng có tác dụng chống lại sự dịch chuyển của thanh nam châm. Do đó cần tốn công để dịch chuyển thanh nam châm. Chính công này biến thành điện năng của dòng điện cảm ứng.